# Pouteria bulliformis
Pouteria bulliformis är en tvåhjärtbladig växtart som beskrevs av Q.Jiménez och Terence Dale Pennington. Pouteria bulliformis ingår i släktet Pouteria och familjen Sapotaceae. Inga underarter finns listade i Catalogue of Life.